# 난닝 궤도교통
난닝 궤도교통(중국어 간체자: 南宁轨道交通, 정체자: 南寧軌道交通)은 중화인민공화국 광시 좡족 자치구 난닝시의 도시 철도이다.

## 노선
- 난닝 궤도교통 1호선
- 난닝 궤도교통 2호선
- 난닝 궤도교통 3호선
- 난닝 궤도교통 4호선
- 난닝 궤도교통 5호선

## 같이 보기
- 지하철 목록